# Csabacsűd
Csabacsüd is een plaats (község) en gemeente in het Hongaarse comitaat Békés. Csabacsüd telt 2130 inwoners (2002).